# Азиак (остров)
Азиак (англ. Aziak) — небольшой остров в составе группы Андреяновских островов, которые в свою очередь входят в состав Алеутских островов. В административном отношении относится к зоне переписи населения Западные Алеутские острова, штат Аляска, США.
Расположен к югу от острова Большой Ситкин. Составляет примерно 1,8 км в длину. Максимальная высота — 117 м над уровнем моря. Название острова происходит от алеутского слова ha-azax, что означает «десять».